# Liga Campionilor EHF Feminin 2017-2018
Liga Campionilor EHF Feminin 2017-18 a fost a 25-a ediție a Ligii Campionilor EHF Feminin, competiția celor mai bune cluburi de handbal feminin din Europa, organizată și supervizată de Federația Europeană de Handbal. Câștigătoarea acestei ediții a fost Győri Audi ETO KC.

## Formatul competiției
Grupele preliminare
16 echipe au participat în competiție, împărțite în patru grupe de câte patru în care au jucat într-un turneu de tip fiecare cu fiecare, cu meciuri pe teren propriu și în deplasare. Primele trei echipe din fiecare grupă s-au calificat în grupele principale.
Grupele principale
Cele 12 echipe calificate au fost divizate în două grupe de câte șase în care au jucat în sistem fiecare cu fiecare, cu meciuri pe teren propriu și în deplasare. Echipele și-au păstrat punctele câștigate în grupele preliminare în meciurile împotriva celorlalte două adversare calificate și ele în grupele principale. Primele patru echipe din fiecare grupă au avansat în sferturile de finală. 
Fazele eliminatorii
Precum în anii anteriori, cele 4 câștigătoare ale sferturilor de finală și-au disputat titlul european în formatul TIPPMIX EHF FINAL4.

## Repartizarea echipelor
14 echipe au fost calificate direct în faza grupelor. Alte 8 s-au înfruntat în două turnee de calificări, iar câștigătoarele acestora au avansat în faza grupelor. Selectarea celor 8 echipe s-a făcut după cum urmează:
- campioanele Austriei, Belarusului, Croației, Suediei, Spaniei și Turciei;
- vicecampioanele Norvegiei și Germaniei, țări care au avut dreptul la două echipe participante în sezonul 2017-2018 al Ligii Campionilor, conform coeficienților valorici ai EHF;

| Faza grupelor          | Faza grupelor       | Faza grupelor           | Faza grupelor           |
| ---------------------- | ------------------- | ----------------------- | ----------------------- |
| FC Midtjylland         | Nykøbing FH         | Brest Handball          | Metz Handball           |
| SG BBM Bietigheim      | Ferencvárosi TC     | Győri Audi ETO KC       | ŽRK Vardar              |
| ŽRK Budućnost          | Larvik HK           | GTPR Gdynia             | CSM București           |
| Rostov-Don             | RK Krim             | Turneul 1 de calificare | Turneul 2 de calificare |
| Turneele de calificare |                     |                         |                         |
| Hypo Niederösterreich  | HC Gomel            | Podravka Koprivnica     | Thüringer HC            |
| Vipers Kristiansand    | CB Atlético Guardés | H 65 Höör               | Kastamonu Belediyesi    |

## Tragerile la sorți
Tragerea la sorți pentru turneele de calificare a avut loc la Viena, în Austria, iar pentru faza grupelor la Ljubljana, în Slovenia.
| Faza                   | Data tragerii la sorți |
| ---------------------- | ---------------------- |
| Turneele de calificare | 29 iunie 2017          |
| Faza grupelor          | 30 iunie 2017          |
| Fazele eliminatorii    | 30 iunie 2017          |
| Final Four             |                        |

## Etapa calificărilor
8 echipe au luat parte la barajele de calificare. Ele au fost trase la sorți în două grupe de câte patru echipe, unde au jucat o semifinală și o finală sau un meci pentru locurile 3-4. Cele două câștigătoare ale barajelor de calificare s-au calificat în faza grupelor. Tragerea la sorți a avut loc pe 29 iunie 2017, în Viena, Austria.
Câștigătoarele barajelor de calificare au fost Vipers Kristiansand și Thüringer HC.

### Turneul 1 de calificare
Turneul 1 de calificare s-a desfășurat la Kristiansand, în Norvegia, între 9 și 10 septembrie 2017.
|  | Semifinalele      | Semifinalele      |    |                    | Finala             | Finala |  |
|  |                   |                   |    |                    |                    |        |  |
|  | 9 septembrie 2017 |                   |    |                    |                    |        |  |
|  | Vipers            | 43                |    |                    |                    |        |  |
|  | HC Gomel          | 19                |    |                    |                    |        |  |
|  |                   |                   |    |                    |                    |        |  |
|  |                   |                   |    |                    | 10 septembrie 2017 |        |  |
|  |                   |                   |    |                    | Vipers             | 42     |  |
|  |                   | RK Podravka       | 14 |                    |                    |        |  |
|  |                   |                   |    |                    |                    |        |  |
|  |                   |                   |    |                    |                    |        |  |
|  |                   |                   |    |                    | Locurile 3-4       |        |  |
|  | 9 septembrie 2017 | 9 septembrie 2017 |    | 10 septembrie 2017 | 10 septembrie 2017 |        |  |
|  | RK Podravka       | 21                |    | HC Gomel           | 29                 |        |  |
|  | Kastamonu Bld     | 17                |    |                    | Kastamonu Bld      | 28     |  |

### Turneul 2 de calificare
Turneul 2 de calificare s-a desfășurat la Nordhausen, în Germania, între 9 și 10 septembrie 2017.
|  | Semifinalele      | Semifinalele      |    |                    | Finala             | Finala |  |
|  |                   |                   |    |                    |                    |        |  |
|  | 9 septembrie 2017 |                   |    |                    |                    |        |  |
|  | Thüringer HC      | 31                |    |                    |                    |        |  |
|  | CB Atlético       | 21                |    |                    |                    |        |  |
|  |                   |                   |    |                    |                    |        |  |
|  |                   |                   |    |                    | 10 septembrie 2017 |        |  |
|  |                   |                   |    |                    | Thüringer HC       | 33     |  |
|  |                   | H 65 Höör         | 24 |                    |                    |        |  |
|  |                   |                   |    |                    |                    |        |  |
|  |                   |                   |    |                    |                    |        |  |
|  |                   |                   |    |                    | Locurile 3-4       |        |  |
|  | 9 septembrie 2017 | 9 septembrie 2017 |    | 10 septembrie 2017 | 10 septembrie 2017 |        |  |
|  | H 65 Höör         | 32                |    | CB Atlético        | 27                 |        |  |
|  | Hypo NÖ           | 19                |    |                    | Hypo NÖ            | 29     |  |

## Faza grupelor
Tragerea la sorți a avut loc pe 30 iunie 2017, de la ora 21:00 CET, și a fost transmisă în direct pe canalul ehfTV.
În fiecare grupă echipele au jucat una împotriva celeilalte după sistemul fiecare cu fiecare, în meciuri tur și retur.
| Modul de departajare |
| --- |
| În faza grupelor, echipele sunt departajate pe bază de punctaj (2 puncte pentru victorie, 1 punct pentru meci egal, 0 puncte pentru înfrângere). La terminarea fazei grupelor, dacă două sau mai multe echipe dintr-o grupă au acumulat același număr de puncte, atunci departajarea lor se va face conform capitolului 4.3, secțiunea II din regulament, ținând cont de următoarele criterii și în următoarea ordine: 1. Cel mai mare număr de puncte obținute în meciurile directe; 2. Golaveraj superior în meciurile directe; 3. Cel mai mare număr de goluri înscrise în meciurile directe (sau în meciul din deplasare, în cazul sistemului tur-retur); 4. Golaveraj superior în toate meciurile din grupă; 5. Cel mai bun golaveraj pozitiv în toate meciurile din grupă; Dacă, folosind criteriile de mai sus, este determinat locul uneia din echipele cu punctaj egal, criteriile vor fi din nou folosite în aceeași ordine până când va fi determinat locul tuturor echipelor. În situația în care echipele rămân la egalitate și după folosirea criteriilor de mai sus, atunci Federația Europeană de Handbal va lua o decizie de departajare prin tragere la sorți. În timpul fazei grupelor, doar criteriile 4–5 se aplică pentru a determina clasamentul provizoriu al echipelor. |

|  | Echipele calificate în grupele principale          |
|  | Echipele retrogradate în Faza grupelor a Cupei EHF |

### Grupa A
| Echipa             | M | V | E | Î | GM  | GP  | G   | Pct |
| ------------------ | - | - | - | - | --- | --- | --- | --- |
| CSM București      | 6 | 5 | 0 | 1 | 192 | 144 | +48 | 10  |
| Nykøbing Falster   | 6 | 4 | 0 | 2 | 168 | 163 | +5  | 8   |
| RK Krim            | 6 | 3 | 0 | 3 | 159 | 158 | +1  | 6   |
| GTPR Vistal Gdynia | 6 | 0 | 0 | 6 | 135 | 189 | −54 | 0   |

|               | CSM   | NFH   | RKK   | GDY   |
| ------------- | ----- | ----- | ----- | ----- |
| CSM București | –     | 39–26 | 30–18 | 34–22 |
| Nykøbing FH   | 25–22 | –     | 28–26 | 27–21 |
| RK Krim       | 30–33 | 27–26 | –     | 29–22 |
| GTPR Gdynia   | 23–34 | 28–36 | 19–29 | –     |

### Grupa B
| Echipa            | M | V | E | Î | GM  | GP  | G   | Pct |
| ----------------- | - | - | - | - | --- | --- | --- | --- |
| Győri Audi ETO KC | 6 | 5 | 0 | 1 | 153 | 126 | +27 | 10  |
| Rostov-Don        | 6 | 4 | 0 | 2 | 149 | 138 | +11 | 8   |
| FC Midtjylland    | 6 | 3 | 0 | 3 | 134 | 147 | −13 | 6   |
| Brest Handball    | 6 | 0 | 0 | 6 | 132 | 157 | −25 | 0   |

|                | GYŐ   | ROS   | FCM   | BHB   |
| -------------- | ----- | ----- | ----- | ----- |
| Győri ETO KC   | –     | 25–23 | 27–16 | 26–17 |
| Rostov-Don     | 23–22 | –     | 27–20 | 26–24 |
| FC Midtjylland | 24–27 | 24–21 | –     | 27–23 |
| Brest Handball | 23–26 | 23–29 | 22–23 | –     |

### Grupa C
| Echipa          | M | V | E | Î | GM  | GP  | G   | Pct |
| --------------- | - | - | - | - | --- | --- | --- | --- |
| ŽRK Vardar      | 6 | 6 | 0 | 0 | 182 | 147 | +35 | 12  |
| Ferencvárosi TC | 6 | 4 | 0 | 2 | 183 | 167 | +16 | 8   |
| Thüringer HC    | 6 | 1 | 0 | 5 | 145 | 167 | −22 | 2   |
| Larvik HK       | 6 | 1 | 0 | 5 | 152 | 181 | −29 | 2   |

|                 | VAR   | LHK   | FTC   | THC   |
| --------------- | ----- | ----- | ----- | ----- |
| ŽRK Vardar      | –     | 30–27 | 34–31 | 29–21 |
| Larvik HK       | 19–31 | –     | 21–30 | 27–31 |
| Ferencvárosi TC | 28–29 | 37–33 | –     | 28–25 |
| Thüringer HC    | 21–29 | 22–25 | 25–29 | –     |

### Grupa D
| Echipa              | M | V | E | Î | GM  | GP  | G   | Pct |
| ------------------- | - | - | - | - | --- | --- | --- | --- |
| Metz Handball       | 6 | 5 | 0 | 1 | 157 | 137 | +20 | 10  |
| ŽRK Budućnost       | 6 | 3 | 0 | 3 | 144 | 148 | −4  | 6   |
| SG BBM Bietigheim   | 6 | 3 | 0 | 3 | 152 | 158 | −6  | 6   |
| Vipers Kristiansand | 6 | 1 | 0 | 5 | 144 | 154 | −10 | 2   |

|               | BUD   | MTZ   | BBM   | VIP   |
| ------------- | ----- | ----- | ----- | ----- |
| ŽRK Budućnost | –     | 23–18 | 32–24 | 26–23 |
| Metz Handball | 27–23 | –     | 27–21 | 30–22 |
| SG Bietigheim | 27–21 | 26–30 | –     | 25–24 |
| Vipers        | 29–19 | 22–25 | 24–29 | –     |

Note
a) Provenită din Turneul 1 de calificare.
b) Provenită din Turneul 2 de calificare.

## Grupele principale
În această fază au avansat primele trei echipe din fiecare grupă preliminară. Fiecare echipă și-a păstrat punctele și golaverajul obținute în meciurile directe contra celorlalte echipe calificate din grupă.
În fiecare grupă principală echipele au jucat una împotriva celeilalte după sistemul fiecare cu fiecare, în meciuri tur și retur.
Echipele calificate
- CSM București
- RK Krim
- FC Midtjylland Håndbold
- ŽRK Vardar
- FTC-Rail Cargo Hungaria
- Metz Handball
- Győri Audi ETO KC
- Nykøbing Falster
- Rostov-Don
- SG BBM Bietigheim
- ŽRK Budućnost
- Thüringer HC

|  | Echipele calificate în sferturile de finală |
|  | Echipele eliminate din competiție           |

### Grupa 1
| Echipa            | M  | V | E | Î | GM  | GP  | G   | Pct |
| ----------------- | -- | - | - | - | --- | --- | --- | --- |
| Győri Audi ETO KC | 10 | 8 | 0 | 2 | 281 | 231 | +50 | 16  |
| Rostov-Don        | 10 | 7 | 1 | 2 | 266 | 232 | +34 | 15  |
| CSM București     | 10 | 6 | 1 | 3 | 282 | 246 | +36 | 13  |
| FC Midtjylland    | 10 | 2 | 2 | 6 | 226 | 251 | −25 | 6   |
| Nykøbing Falster  | 10 | 2 | 1 | 7 | 240 | 284 | −44 | 5   |
| RK Krim           | 10 | 2 | 1 | 7 | 243 | 294 | −51 | 5   |

|                  | CSM   | GYŐ   | ROS   | NFH   | RKK   | FCM   |
| ---------------- | ----- | ----- | ----- | ----- | ----- | ----- |
| CSM București    | –     | 28–22 | 22–22 | 39–26 | 29–24 | 30–18 |
| Győri ETO KC     | 28–24 | –     | 25–23 | 32–23 | 27–16 | 34–25 |
| Rostov-Don       | 25–24 | 23–22 | –     | 32–22 | 27–20 | 29–22 |
| Nykøbing Falster | 25–22 | 24–32 | 25–29 | –     | 21–21 | 28–26 |
| RK Krim          | 30–33 | 21–32 | 26–35 | 27–26 | –     | 24–23 |
| FC Midtjylland   | 26–31 | 24–27 | 24–21 | 24–20 | 24–24 | –     |

### Grupa a 2-a
| Echipa            | M  | V | E | Î | GM  | GP  | G   | Pct |
| ----------------- | -- | - | - | - | --- | --- | --- | --- |
| ŽRK Vardar        | 10 | 9 | 0 | 1 | 301 | 245 | +56 | 18  |
| Metz Handball     | 10 | 7 | 0 | 3 | 269 | 256 | +13 | 14  |
| Ferencvárosi TC   | 10 | 6 | 0 | 4 | 282 | 265 | +17 | 12  |
| ŽRK Budućnost     | 10 | 4 | 0 | 6 | 251 | 260 | −9  | 8   |
| Thüringer HC      | 10 | 2 | 0 | 8 | 257 | 282 | −25 | 4   |
| SG BBM Bietigheim | 10 | 2 | 0 | 8 | 242 | 294 | −52 | 4   |

|                 | VAR   | MTZ   | FTC   | BUD   | BBM   | THC   |
| --------------- | ----- | ----- | ----- | ----- | ----- | ----- |
| ŽRK Vardar      | –     | 29–23 | 34–31 | 31–24 | 30–22 | 29–21 |
| Metz Handball   | 24–22 | –     | 27–25 | 27–23 | 27–21 | 35–29 |
| Ferencvárosi TC | 28–29 | 29–27 | –     | 34–26 | 31–22 | 28–25 |
| ŽRK Budućnost   | 25–30 | 23–18 | 23–24 | –     | 32–24 | 29–21 |
| SG Bietigheim   | 26–38 | 26–30 | 27–23 | 27–21 | –     | 21–34 |
| Thüringer HC    | 21–29 | 29–31 | 25–29 | 24–25 | 28–26 | –     |

## Fazele eliminatorii
În această fază au avansat primele patru echipe din fiecare grupă principală. 

### Sferturile de finală
| Echipa 1                | Scor gen. | Echipa 2          | Tur   | Retur |
| ----------------------- | --------- | ----------------- | ----- | ----- |
| ŽRK Budućnost           | 48 – 56   | Győri Audi ETO KC | 20–26 | 28–30 |
| FTC-Rail Cargo Hungaria | 51 – 63   | Rostov-Don        | 29–31 | 22–32 |
| CSM București           | 54 – 48   | Metz Handball     | 34–21 | 20–27 |
| FC Midtjylland          | 48 – 56   | ŽRK Vardar        | 23–24 | 25–32 |

### Final4
|  | Semifinalele Sala László Papp, Budapesta | Semifinalele Sala László Papp, Budapesta |    |                         | Finala Sala László Papp, Budapesta      | Finala Sala László Papp, Budapesta |  |
|  |                                          |                                          |    |                         |                                         |                                    |  |
|  | 12 mai 2018 (16:15 EET)                  |                                          |    |                         |                                         |                                    |  |
|  | CSM București                            | 20                                       |    |                         |                                         |                                    |  |
|  | Győri ETO KC                             | 26                                       |    |                         |                                         |                                    |  |
|  |                                          |                                          |    |                         |                                         |                                    |  |
|  |                                          |                                          |    |                         | 13 mai 2018 (19:00 EET)                 |                                    |  |
|  |                                          |                                          |    |                         | Győri ETO KC                            | 27                                 |  |
|  |                                          | ŽRK Vardar                               | 26 |                         |                                         |                                    |  |
|  |                                          |                                          |    |                         |                                         |                                    |  |
|  |                                          |                                          |    |                         |                                         |                                    |  |
|  |                                          |                                          |    |                         | Finala mică Sala László Papp, Budapesta |                                    |  |
|  | 12 mai 2018 (19:00 EET)                  | 12 mai 2018 (19:00 EET)                  |    | 13 mai 2018 (16:15 EET) | 13 mai 2018 (16:15 EET)                 |                                    |  |
|  | Rostov-Don                               | 19                                       |    | CSM București           | 31                                      |                                    |  |
|  | ŽRK Vardar                               | 25                                       |    |                         | Rostov-Don                              | 30                                 |  |

## Premiile competiției

### All-Star Team
Echipa ideală și celelalte premii ale ediției 2017-2018 a Ligii Campionilor au fost anunțate pe 11 mai 2018.
| Post            | Handbalistă                | Club           |
| --------------- | -------------------------- | -------------- |
| Portar          | Kari Aalvik Grimsbø (NOR)  | Győri ETO KC   |
| Extremă stânga  | Siraba Dembélé (FRA)       | Rostov-Don     |
| Inter stânga    | Cristina Neagu (ROU)       | CSM București  |
| Pivot           | Dragana Cvijić (SRB)       | ŽRK Vardar     |
| Coordonator     | Veronica Kristiansen (NOR) | FC Midtjylland |
| Inter dreapta   | Ana Gros (SLO)             | Metz Handball  |
| Extremă dreapta | Iulia Managarova (RUS)     | Rostov-Don     |

### Alte premii
- MVP al Final4:  Amandine Leynaud (FRA)
- Cel mai bun antrenor:  Ambros Martín (ESP)
- Cea mai bună tânără jucătoare:  Tjaša Stanko (SLO)
- Cea mai bună apărătoare:  Zsuzsanna Tomori (HUN)
- Cea mai bună marcatoare:  Cristina Neagu (ROU) (110 goluri)

## Clasamentul marcatoarelor
Actualizat pe 13 mai 2018
| Poz. | Nume                       | Echipă              | Goluri |
| ---- | -------------------------- | ------------------- | ------ |
| 1    | Cristina Neagu (ROU)       | CSM București       | 110    |
| 2    | Iveta Luzumová (CZE)       | Thüringer HC        | 105    |
| 3    | Andrea Penezić (CRO)       | ŽRK Vardar          | 92     |
| 4    | Veronica Kristiansen (NOR) | FC Midtjylland      | 91     |
| 5    | Johanna Westberg (SWE)     | Nykøbing Falster HK | 76     |
| 6    | Ana Gros (SLO)             | Metz Handball       | 74     |
| 7    | Milena Raičević (MNE)      | ŽRK Budućnost       | 72     |
| 8    | Anita Görbicz (HUN)        | Győri Audi ETO KC   | 70     |
| 9    | Andrea Lekić (SRB)         | ŽRK Vardar          | 69     |
| 10   | Isabelle Gulldén (SWE)     | CSM București       | 66     |
| 10   | Nerea Pena Abaurrea (ESP)  | Ferencvárosi TC     | 66     |
| 10   | Anna Viahireva (RUS)       | Rostov-Don          | 66     |